# Zeche Tutenbank
Die Zeche Tutenbank ist ein ehemaliges Steinkohlenbergwerk in Mülheim-Fulerum. Das Bergwerk wurde bereits in der Zeit von 1575 bis 1800 im fürstäbtissinischen Archiv als Kohlenwerk genannt.

## Bergwerksgeschichte
Im Jahr 1739 erfolgte die Belehnung des Grubenfeldes. Im Jahr 1750 wurde eine Wasserkunst angelegt. Grund hierfür war die nicht mehr ausreichende Leistungsfähigkeit des Pferdegöpels, dieser konnte die zulaufenden Wässer nicht mehr bewältigen. Das Aufschlagwasser für die Wasserkunst wurde aus dem Hammerbach genommen. Im Jahr 1763 wurde das Grubenfeld durch einen Stollen gelöst. Dabei stellte man fest, dass schon früher im Unterwerksbau abgebaut worden war und dadurch der tiefste Punkt bereits bis zur neuen Stollensohle reichte. Im Jahr 1765 wurde das Flöz von der Zeche Clefflappen teilweise neu belehnt. Im Jahr 1818 wurde das Grubenfeld neu aufgeschlossen. Hierfür wurde ein neuer Stollen durch das Wiesenthal aufgefahren. Außerdem wurde ein zweiter Schacht abgeteuft. Im Mai des Jahres 1819 wurde die Zeche Tutenbank stillgelegt. Grund für diese Stilllegung war Geldmangel. Im Jahr 1841 konsolidierte die Zeche Tutenbank mit den Zechen Vereinigte Blumendelle, Rosendelle und Kämpgeswerk zur Zeche Vereinigte Rosen- und Blumendelle.